# ثؤلول أخمصي
الثؤلول الأخمصي (باللاتينية: verruca plantaris) هو ثؤلول سببه فيروس الورم الحليمي البشري ويحدث في إخمص القدم أو اصابع اليد. عادة ما يكون الثؤلول الأخمصي ذاتي الحد لكن العلاجات مطلوبه للتقليل من الأعراض والفترة وانتقال المرض.
يسبب الفيروس هذا الثؤلول عن طريق الدخول للجلد بواسطة شق أو جرح. العديد من الظروف تزيد من احتمال الإصابة بهذه الثواليل مثل الحمامات العامة، الإصابة مسبقا بهذا الثؤلول، وجهاز مناعة ضعيف.
بشكل عام يلجا المصاب للعلاج إذا تسبب الثؤلول بعوارض غير محتملة، يمكن ان يشمل العلاج عدة توجهات مثل العلاج بحمض الساليسيليك أو العلاج بالتبريد ويمكن أيضا ازالته جراحيا.
في ثلثي الحالات تقريبا تزول هذه الثواليل لوحدها بعد حوالي سنتين بدون أي تدخل جراحي.
الأطفال والشباب هم أكثر فئات عمرية تصاب بهذه الثواليل.

## الاعراض الطبية
لونه يكون كلون الجلد وفي بعض الاحيان تظهر نقطة سوداء في الوسط. يمكن ان يظهر في نفس المنطقة ثؤلول واحد أو أكثر. يسبب الثؤلول في بعض الاحيان الم شديد لدرجة ان المشي قد يكون صعب عند الضغط على القدم.

## اسبابه
الثآليل الأخمصية هي أورام حميدة سببها بشكل عام العدوى بفيروس فيروس الورم الحليمي البشري نوع 1 أو 2 أو 4 أو 60 أو 63 ، ولكن يمكن ان تنتقل العدوى أيضًا عن طريق نوع 57 أو 65 أو 66، و 156. تصنف هذه الأنواع على أنها أعراض سريرية (أعراض واضحة ومرئية بالعين المجردة). يهاجم هذا الفيروس الجلد من خلال الاتصال المباشر، وربما تدخل من خلال جروح صغيرة وخدشات في الطبقة القرنية (الطبقة الخارجية من الجلد). قد لا تصبح الثآليل مرئية لعدة أسابيع أو أشهر من بعد الإصابة بها. بسبب الضغط على اسفل القدم أو الإصبع، قد يتم دفع الثؤلول إلى الداخل وقد تتشكل طبقة من الجلد الصلب فوقه. الثآليل الأخمصية قد تكون مؤلمة إذا تركت دون علاج.
قد تنتشر الثآليل من خلال تلقيح ذاتي، أو عن طريق جلد مصاب الذي يمكن ان ينقل العدوى أو بواسطة أسطح المشي المصابة. يمكن للفيروسات ان تندمج وان تتكدس إلى مجموعات تسمى ثآليل الفسيفساء.

## الوقاية من الإصابة
ينتشر فيروس الورم الحليمي البشري عن طريق التعرض المباشر وغير المباشر مع مصاب. تجنب الاحتكاك المباشر مع الأسطح المصابة مثل غرف التغيير المشتركة وأرضيات ومقاعد الحمامات المشتركة والعمومية وتجنب مشاركة الأحذية والجوارب وتجنب الاحتكاك مع ثآليل على أجزاء أخرى من جسمك أو على أجسام الآخرين قد يساعد في تقليل انتشار العدوى. العدوى أقل شيوعا بين البالغين مقارنة مع انتشارها بين الأطفال.

- بما أن جميع الثآليل معدية، يجب اتخاذ الاحتياطات اللازمة لتجنب انتشارها. تشمل التوصيات النقاط الاتيه:
- تغطيتها بضمادة لاصقة أثناء السباحة
- ارتداء صندل الأصبع عند استخدام الحمامات العمومية
- عدم مشاركة المناشف

لقاح فيروس الورم الحليمي البشري لا يحمي ضد الثآليل الأخمصية لأن اللقاحات المتوفرة حاليا ضد هذا الفيروس تحمي ضد انواعه المسببة للاورام الخبيثة والتي تنتج بشكل عام بسبب سلالات من نوع 6، 11، 16، 18 بينما الثآليل الأخمصية، والتي تعتبر حميدة، تسببها بشكل عام السلالات من نوع 1 و 2 و 4 و 63.

## معرض صور

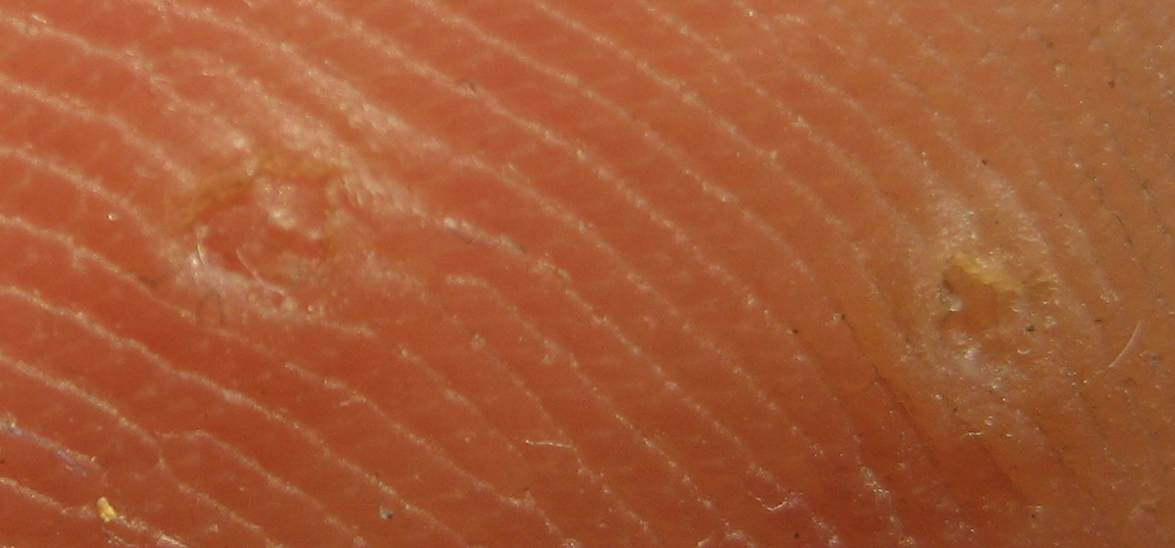
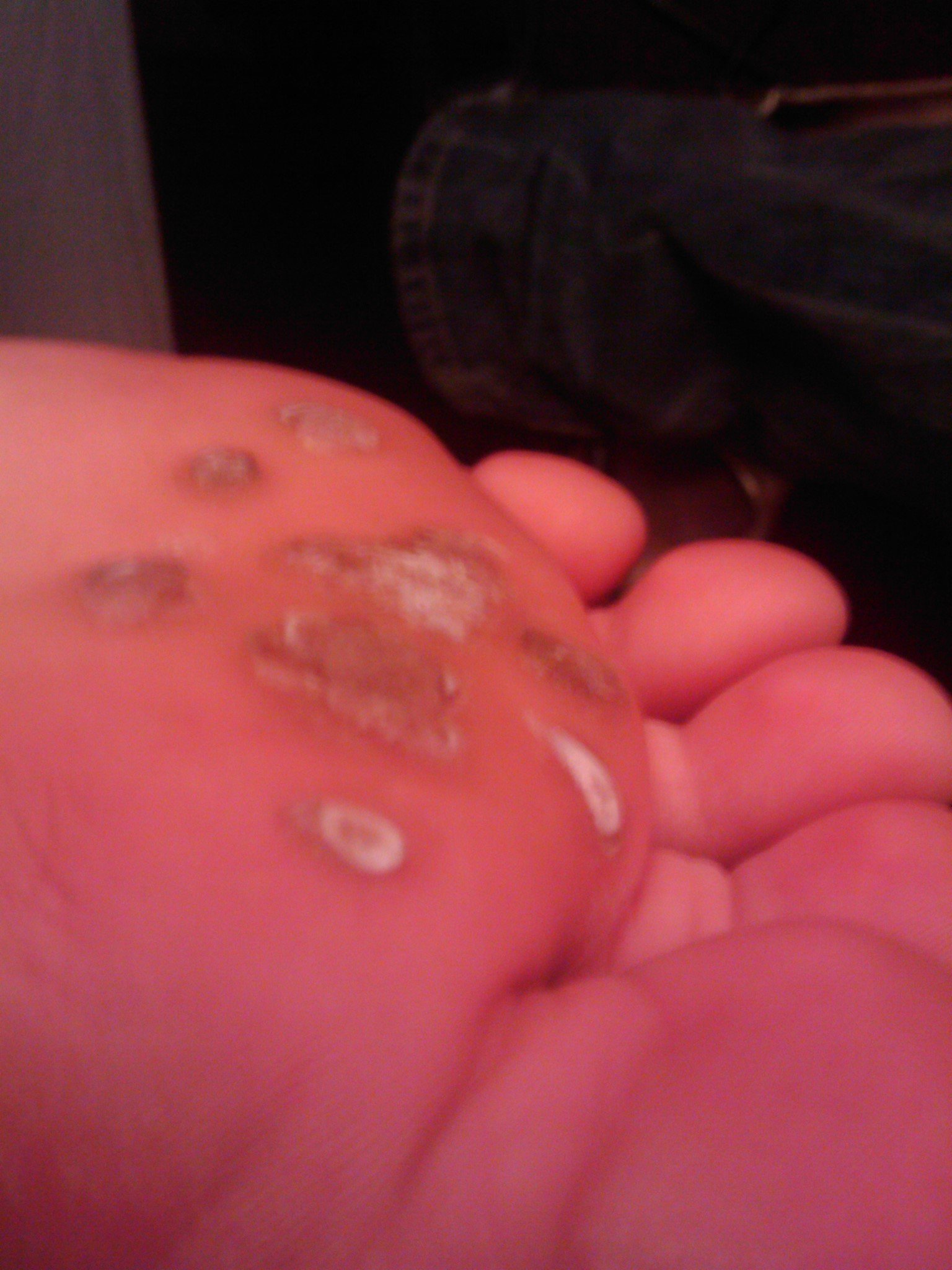
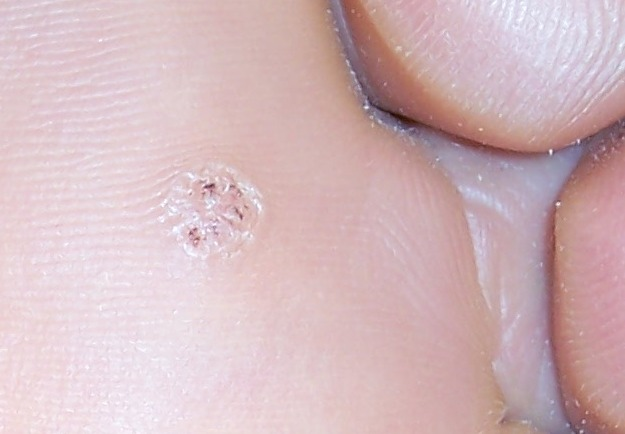